# Kesselring-Zeitlose
Die Kesselring-Zeitlose (Colchicum kesselringii) ist eine Pflanzenart aus der Gattung der Zeitlosen (Colchicum) in der Familie der Zeitlosengewächse (Colchicaceae).

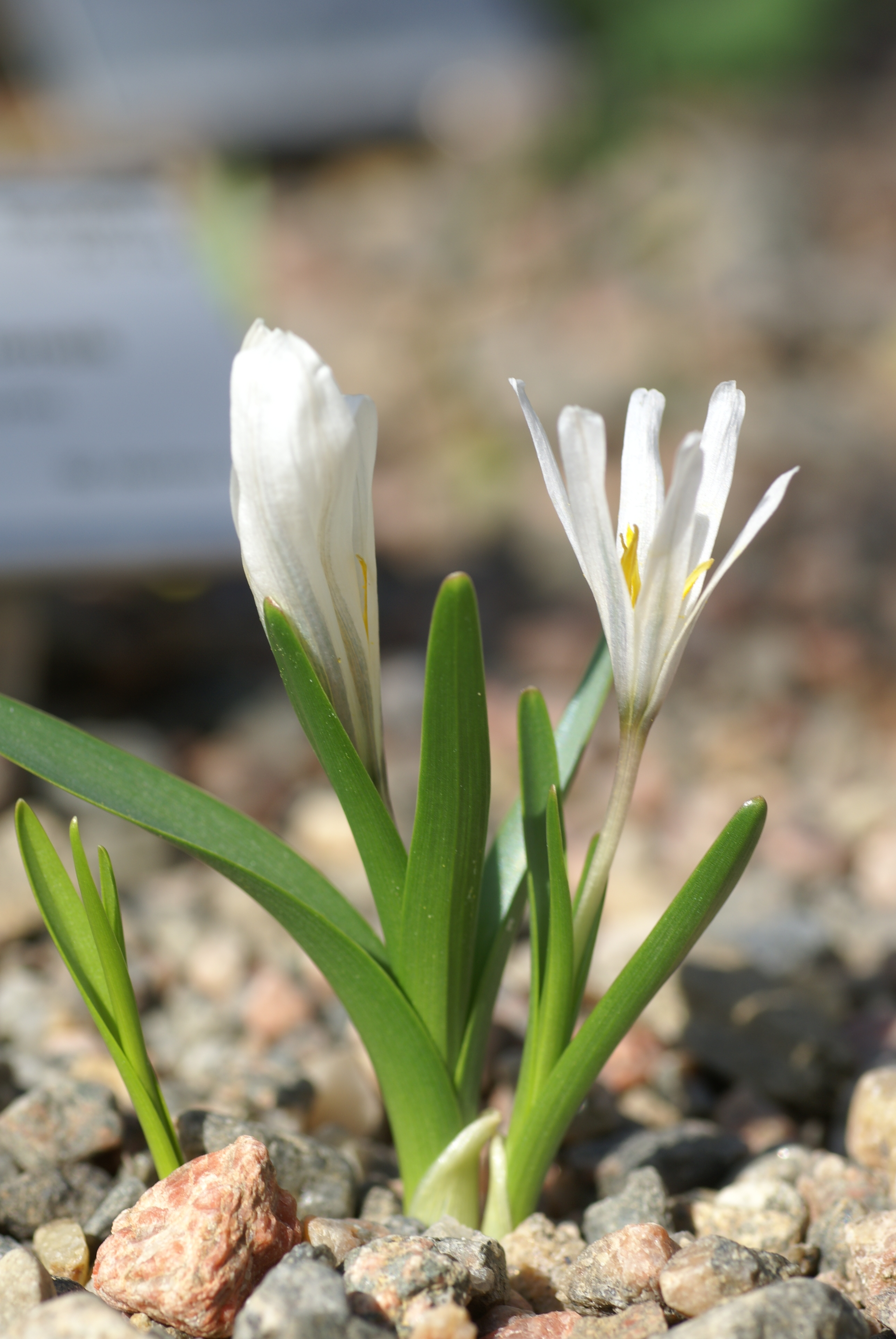
Colchicum kesselringii

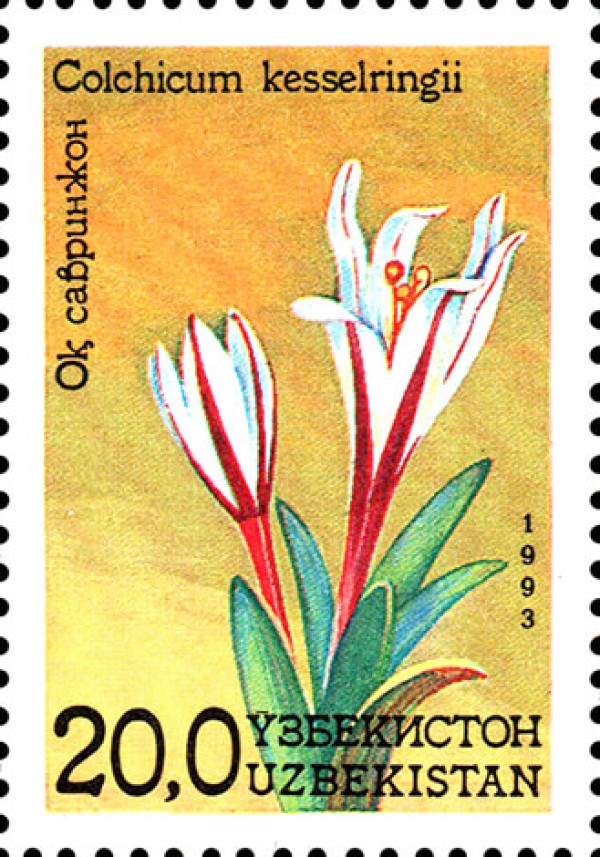
Briefmarke in Usbekistan mit Colchicum kesselringii

## Merkmale
Die Kesselring-Zeitlose ist eine ausdauernde Knollenpflanze, die Wuchshöhen von 3 bis 10 Zentimeter erreicht. Die Knolle hat einen Durchmesser von 1 bis 2,5 Zentimeter. Die 4 bis 7 (selten 2 bis 9) Blätter messen zur Blütezeit 1 bis 7,5 × 0,2 bis 1,4 Zentimeter, später erreichen sie bis zu 5 bis 18 × 0,2 bis 1,4 Zentimeter. Die 1 bis 2 (selten bis 5) Blüten sind stark duftend, trichterförmig, in der Sonne ausgebreitet, weiß und besitzen dunkelviolette Streifen auf der Außenseite. Die Perigonzipfel messen 15 bis 35 × 1,5 bis 8 Millimeter. Die Narbe ist punktförmig und nicht herauslaufend.
Die Blütezeit reicht von Februar bis März.

## Vorkommen
Die Kesselring-Zeitlose kommt in Ost-Afghanistan, im westlichen Pamir-Alai und in West-Tienschan vor. Sie wächst in montanem bis alpinem Grasland, in subalpinen Steppen, in feuchten Senken sowie auf Hängen und Plateaus in Höhenlagen von 2000 bis 4000 (selten ab 450) Meter. Sie hat Vorkommen in Afghanistan, Pakistan, Tadschikistan, Usbekistan, Kirgisistan und Kasachstan.

## Taxonomie
Die Kesselring-Zeitlose wurde 1884 von Eduard August von Regel in Trudy Imperatorskago S.-Peterburgskago Botaniceskago Sada. Acta Horti Petropolitani. St. Petersburg Band 8, Seite 646–647 als Colchicum kesselringii erstbeschrieben. Die Familien Regel und Kesselring besaßen gemeinsam einen Gartenbaubetrieb.

## Nutzung
Die Kesselring-Zeitlose wird selten als Zierpflanze für Steingärten genutzt.

## Belege
- Eckehart J. Jäger, Friedrich Ebel, Peter Hanelt, Gerd K. Müller (Hrsg.): Exkursionsflora von Deutschland. Begründet von Werner Rothmaler. Band 5: Krautige Zier- und Nutzpflanzen. Springer, Spektrum Akademischer Verlag, Berlin/Heidelberg 2008, ISBN 978-3-8274-0918-8.